# Andreas Papadopulos
Andreas Papadopulos (* 24. června 1994 Ostrava) je český novinář, reportér a od září 2025 blízkovýchodní zpravodaj České televize v tureckém Istanbulu. V letech 2022 až 2025 působil také jako zpravodaj v Polsku a Pobaltí a částečně jako válečný zpravodaj na Ukrajině. V roce 2024 byl zařazen do výběru 30 pod 30 časopisu Forbes.

## Život
Je absolventem gymnázia Pavla Tigrida, ekonomie na VŠB-TUO a žurnalistiky na Fakultě sociálních věd Univerzity Karlovy v Praze.
V mládí hrál fotbal za FC Baník Ostrava, jeho bratrancem je Michal Papadopulos. Je příslušníkem řecké menšiny žijící v Česku, jejíž předkové utekli do Československa před řeckou občanskou válkou na konci 40. let 20. století.

## Profesní kariéra
V zahraniční redakci zpravodajství České televize působí od roku 2017. Od roku 2022 byl zpravodajem České televize v Polsku. Od začátku ukrajinsko-ruské krize v únoru 2022 se stal taky mimořádným zpravodajem ČT na Ukrajině. Je jedním ze spoluautorů knihy Putinova válka  a Zápasící Ukrajina. Natočil dokument Poslední revoluce o rumunské revoluci v roce 1989 a dokument Rok covidu.
V Polsku působil jako zahraniční zpravodaj do konce srpna 2025, kdy jej vystřídal Jan Řápek. Sám Papadopulos se pak stal od září 2025 zahraničním zpravodajem v tureckém Istanbulu, kde vystřídal Václava Černohorského.
Podle jazyků, které užil ve vysílání ČT, hovoří anglicky, francouzsky, polsky a rusky. V roce 2024 byl zařazen do prestižního výběru mladých talentů časopisu Forbes 30 pod 30.